# HD 188753 Ab
HD 188753 Ab је вансоларна планета која се налази у сазвежђу Лабуд и кружи око троструког звезданог система HD 188753.